# Candice Glover
Candice Rickelle Glover (sinh ngày 22 tháng 11 năm 1989) là một ca sĩ R&B người Mỹ, quán quân của chương trình American Idol mùa 12. Glover là nữ quán quân đầu tiên của chương trình kể từ khi Jordin Sparks đăng quang vào năm 2007. Album đầu tay của cô là Music Speak dự kiến sẽ được phát hành vào ngày 8 tháng 10 năm 2013.